# Fédération (Starship Troopers)
Pour les articles homonymes, voir Fédération.
La Fédération terrienne est, dans l'univers de fiction de Starship Troopers, le gouvernement qui dirige la Terre.
Les cours du professeur Dubois dans le roman révèlent la Fédération Terrienne comme une traduction de la vision politique de Heinlein, pour qui la liberté devait s'accompagner d'une preuve de la responsabilité civique proportionnelle, autrement dit de sa volonté et sa capacité à mettre l'intérêt commun et l'intérêt de l'État avant son intérêt personnel quand c'était nécessaire. Ainsi, considérant que le droit de vote, c'est-à-dire le droit de décider qui aurait le destin de la nation en main, constituait l'une des plus grandes libertés de l'Homme, elle devait immanquablement s'accompagner de la preuve de sa plus haute responsabilité civique, en l'occurrence de sa volonté et sa capacité à mettre sa vie en jeu pour défendre cette liberté, ainsi que l'État garant de cette liberté. De là provient la distinction entre civils et citoyens, ces derniers ayant prouvé par leur service militaire leur volonté et leur capacité à risquer, voire à perdre, leur vie pour défendre leurs libertés et l'État, et ayant par conséquent acquis le droit de vote.
Paul Verhoeven a violemment critiqué cette vision politique en la poussant à l'extrême dans le film Starship Troopers pour en montrer les dangers. Ainsi la Fédération, utopie dans les romans, devient dans les films un régime fasciste prêt à sacrifier des centaines de milliers de soldats endoctrinés par une propagande nationaliste et militariste dans une guerre d'extermination contre une race différente, alors que c'est l'intrusion des humains sur leur territoire qui a déclenché la guerre. On peut également faire l'opposition entre La Fédération Terrienne et la Fédération des Planètes Unies, en ce sens que là où la Fédération Terrienne est une apologie du patriotisme, du militarisme et de l'inévitabilité (et partant, la nécessité) du conflit militaire —  ainsi qu'une critique du "déclin moral" des États-Unis des années 50, la Fédération des Planètes Unies est une apologie de la contre-culture des années 60 et l'incarnation des principes de liberté, d'égalité, de justice, de progrès et de coexistence pacifique.